# Куштодиу
Кушто́диу (полное имя — Кушто́диу Миге́л Ди́аш ди Ка́штру; порт. Custódio Miguel Dias de Castro; род. 24 мая 1983[…], Гимарайнш) — португальский футболист, полузащитник; тренер.
Участник молодёжного первенства Европы 2004 (3-е место) и 2006 года.

## Биография
В начале карьеры пять лет выступал за лиссабонский «Спортинг», значительное время являлся игроком основного состава и добился определённых турнирных успехов. В сезоне 2006/07 был назначен капитаном команды, но вскоре потерял место в составе.
С июля 2007 по декабрь 2008 года был игроком клуба «Динамо» (Москва). В сезоне 2007 провёл 9 матчей за основной состав «Динамо» (8 в чемпионате и 1 в кубке). В начале 2008 был переведён в дубль «Динамо», где затем провёл 7 игр. Летом 2008 года московский клуб пытался трудоустроить Куштодиу на его родине, но неудачно. В декабре 2008 года «Динамо» расторгло контракт с ним. Тренер «Динамо» Андрей Кобелев в интервью назвал приобретение Куштодиу «ошибкой», вину за которую по большей части возложил на себя. Кобелев вспоминал, что летом 2007, когда был приобретён португалец, клуб нуждался в усилении, а селекционная служба толком не работала, и игроков искали через агентов, Куштодиу взяли после просмотра дисков с его игрой. Игру португальца Кобелев характеризовал так: «Неплохо участвует в обороне, но тяжеловато с созиданием. Тормозит игру».

## Достижения
- Серебряный призёр чемпионата Португалии (2): 2005/06, 2006/07
- Бронзовый призёр чемпионата Португалии: 2004/05
- Финалист Кубка УЕФА: 2004/05
- Обладатель Кубка Португалии: 2006/07
- Обладатель Кубка португальской лиги: 2012/13